# Ageleradix
Ageleradix es un género de arañas araneomorfas pertenecientes a la familia Agelenidae. Se encuentra en China.

## Especies
Según The World Spider Catalog 12.0:
- Ageleradix cymbiforma (Wang, 1991)
- Ageleradix otiforma (Wang, 1991)
- Ageleradix sichuanensis Xu & Li, 2007
- Ageleradix schwendingeri Zhang, Li & Xu, 2008
- Ageleradix sternseptum Zhang, Li & Xu, 2008
- Ageleradix zhishengi Zhang, Li & Xu, 2008